# Manureva 2007
Singles de Art Meson
Don't Talk
(2007) Other City
(2010)
Manureva 2007 est une chanson du DJ français Art Meson (connu également sous le nom de Tom Snare), sorti en single le 2 juillet 2007. Il s'agit d'un remix de Manureva, tube d'Alain Chamfort, sorti en 1979.
Le single reste classé durant dix-huit semaines dans les meilleures ventes de singles en France, dont une à la vingt-troisième place .

## Classement
| Classement (2007) | Meilleure position |
| ----------------- | ------------------ |
| France (SNEP)     | 23                 |